# Жовна атласька
Жовна атласька (Picus vaillantii) — вид птахів роду Жовна.

## Зовнішність
Довжина від 30 до 32 см. Здебільшого зелений вгорі, демонструючи явний жовтуватий огузок у польоті. Низ блідо-зеленувато-сірий. Крила здебільшого зелені й чорно-білі. Вушні й очні області сіруваті, відділені від чорних щічних областей білою смужкою. Дзьоб великий сіро-чорнуватий. Ноги сіруваті. Райдужна оболонка біла або рожева. Статевий диморфізм незначний.

## Середовище проживання
Поширений на півночі Марокко, півночі Алжиру, півночі Тунісу; мешкає на висотах від 950 до 2100 метрів. Населяє відкриті, сухі листопадні рідколісся, особливо зрілі гірські ліси із сосни, модрини, вічнозеленого дуба та кедра. Також лісисті річкові долини, горіхові, оливкові та пальмові гаї, парки і навіть сади.

## Поведінка
Робить 20 чи 21 удар за секунду. Поживою, в основному, є наземні мурахи, але також інші безхребетні та фрукти.